# Rio Hron
O Hron (húngaro: Garam, alemão: Gran) é um rio de 298 km de extensão afluente do rio Danúbio e o segundo rio em extensão da Eslováquia. O rio nasce nas montanhas Tatras Bajas, atravessa a Eslováquia Central e do sul e desagua no Danúbio, próximo de Štúrovo e Esztergom (esta última na Hungria). As cidades mais importantes situadas as margens do Hron são: Brezno, Banská Bystrica, Slia, Zvolen, Žiar nad Hronom, Žarnovica, Nová Baa, Tlmae, Levice, Želiezovce e Štúrovo.
O nome do rio foi mencionado pela primera vez no ano de 170, quando o Imperador romano Marco Aurélio escreveu suas Meditações no rio Hron (Granus).

## Galeria

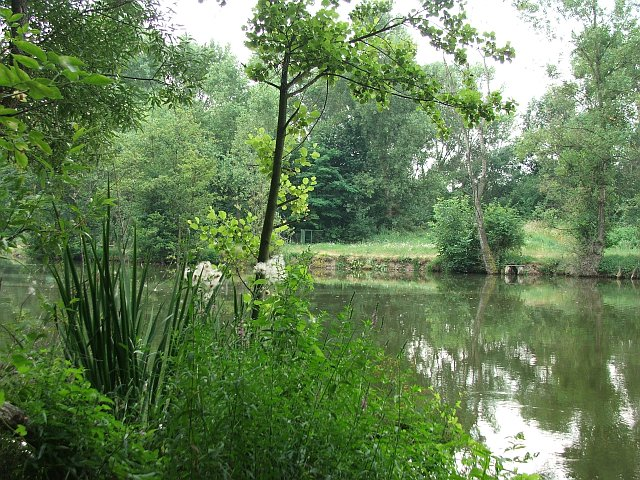
Hron
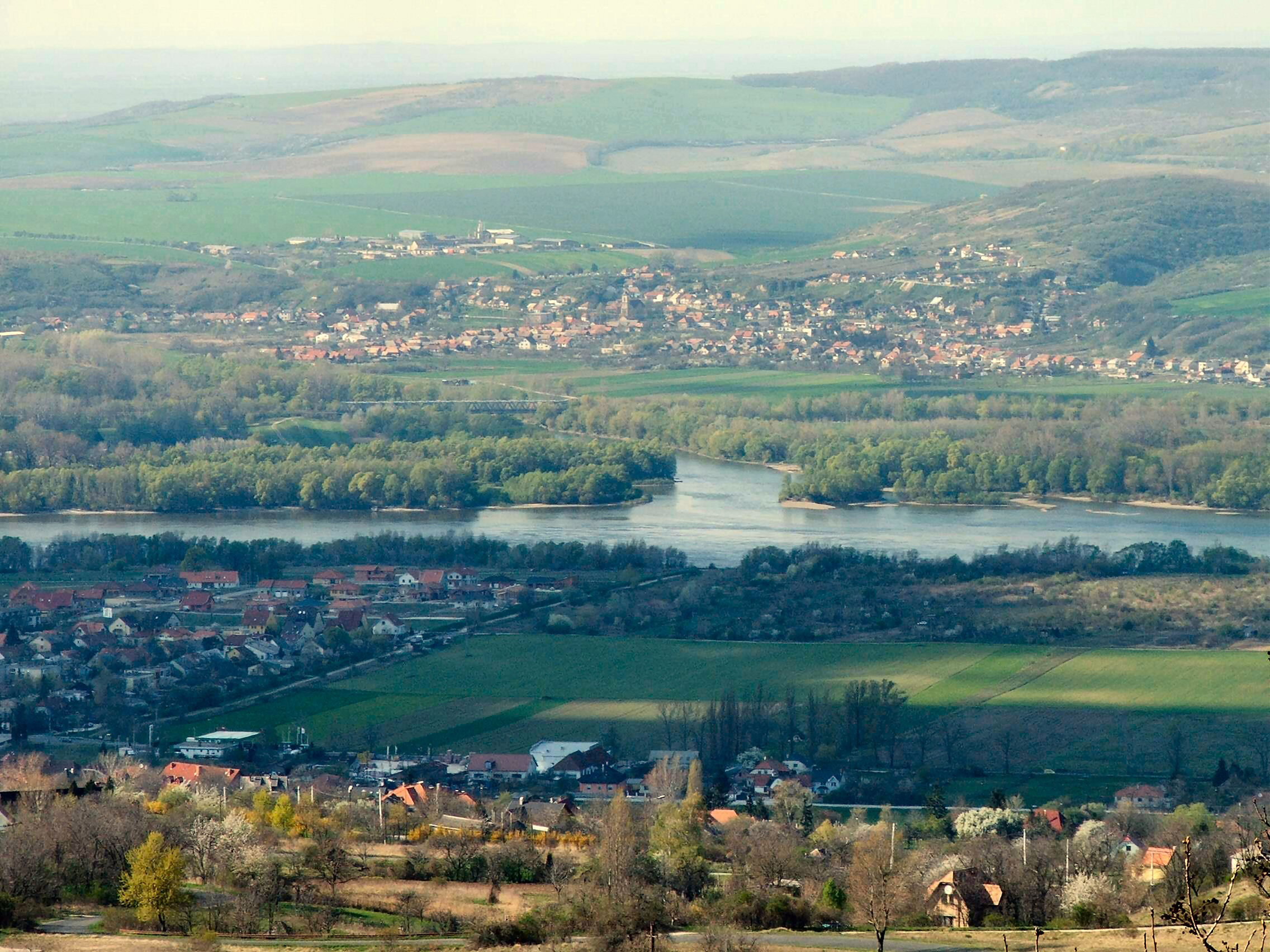
Hron junto a Štúrovo e Esztergom
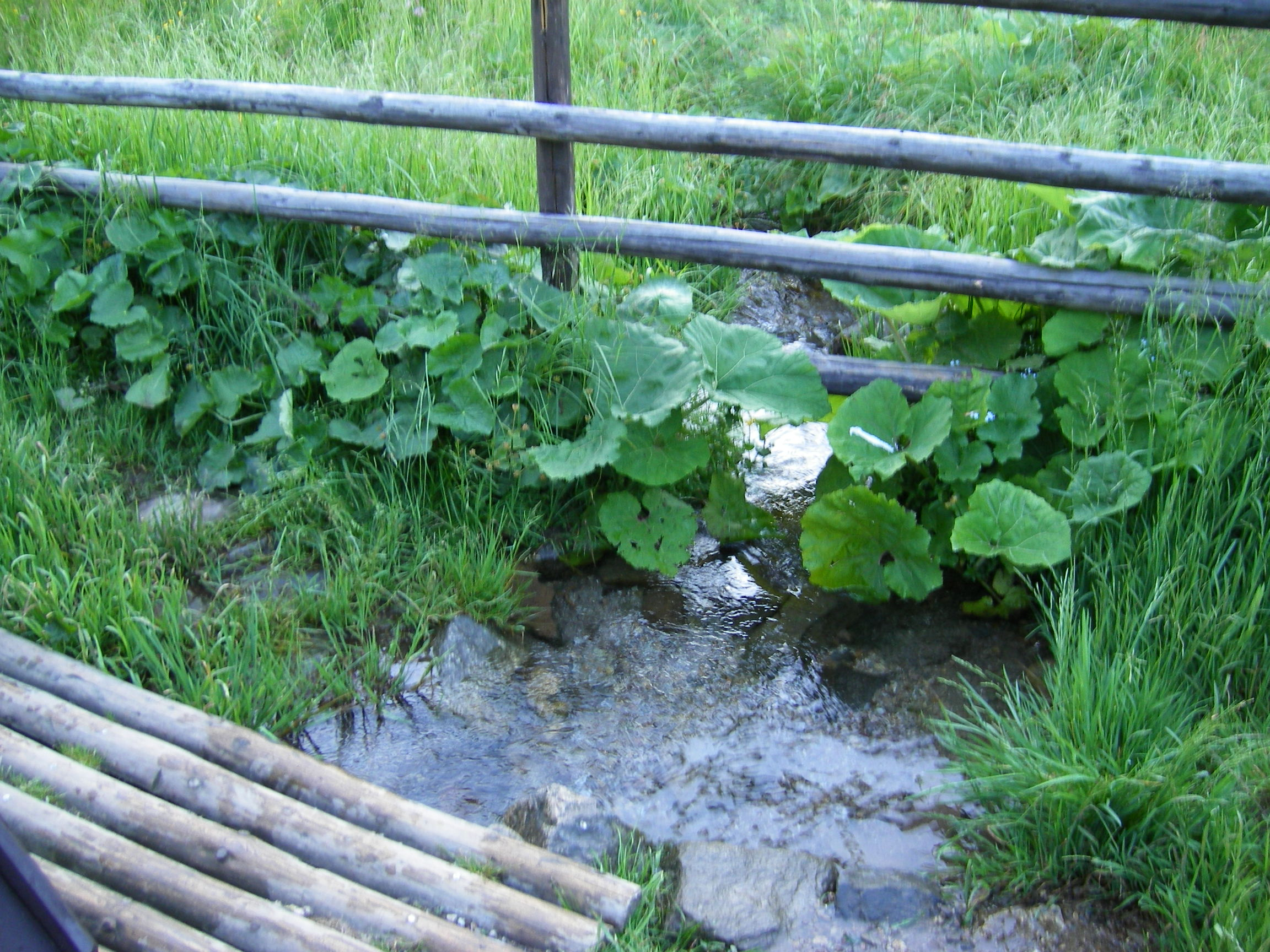
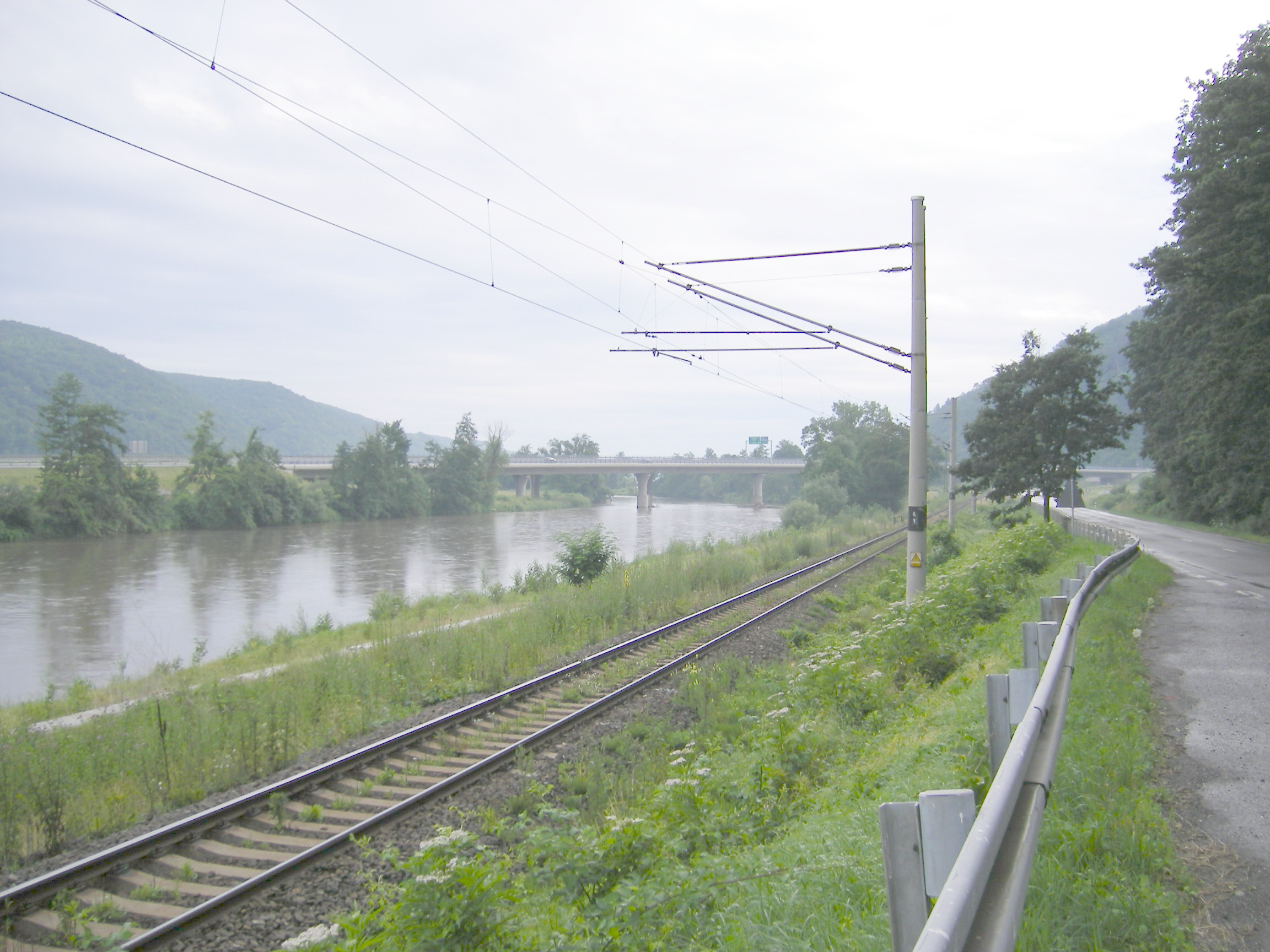